# Haruto Yabe
Haruto Yabe (jap. 佐藤匡記 Yabe Haruto; ur. 4 maja 2001) – japoński zapaśnik walczący w stylu klasycznym. Zajął jedenaste miejsce na mistrzostw Azji w 2024. 
Trzeci na MŚ U-23 w 2023 roku.